# Ley de Ricco
La Ley de Ricco, descubierta por el astrónomo italiano Annibale Riccò (1844-1919), se manifiesta como una fórmula perceptual de psicología que relaciona la intensidad de un estímulo visual con el área sobre la que actúa.
En otras palabras, significa que al aumentar la intensidad de un estímulo visual, se puede disminuir el tamaño del área sobre la que actúa sin modificar su capacidad para activar los receptores sensoriales de la vista.
Se expresa como:
{\displaystyle A\cdot \ I=C}
donde {\displaystyle A} es el área en la que actúa el estímulo visual, {\displaystyle I}  es la intensidad del estímulo visual y {\displaystyle C} es la constante del umbral de detección de un estímulo visual.
Esta ley expresa que se mantiene constante el umbral de sensibilidad de un estímulo a medida que se aumenta el área de estimulación y se disminuye su intensidad o a la inversa. En áreas periféricas de la retina el umbral solo depende de la intensidad, por lo que la ley se aplica únicamente a la fóvea.